# Бланко, Йоланда
Йоланда Бланко (исп. Yolanda Blanco; 1954, Манагуа) — никарагуанская поэтесса и переводчица, одна из популярных литературных национальных деятелей 1970-х годов XX века.

## Биография
Йоланда Бланко родилась в Манагуа, Никарагуа. С 1970 по 1971 год она училась в Национальном университете Никарагуа в Леоне. За время учёбы в университете смогла организовать лекции, посвященные поэзии. Лекции проводились впервые в истории университета, их вели лучшие никарагуанские женщины-поэтессы. Бланко продолжила изучать историю искусств и литературу во Франции. Однако в 1978 году Йоланда была вынуждена переехать в Венесуэлу, после вторжения Сандинистских чиновников. Несмотря на успех Бланко в восьмидесятые годы, Сандинистский режим ограничивал деятельность поэтессы в связи с её нежеланием вступать в партию. В связи с этим Бланко окончила Центральный университет Венесуэлы по специальности «литература». В Венесуэле продолжила активное участие в развитии литературы, стала членом литературной мастерской венесуэльской писательницы Антонии Паласиос «Каликанто». В 2005 году Бланко стала лауреатом Национальной поэтической премии Марианы Сансон Аргуэльо — литературного конкурса, ежегодно организуемого Никарагуанской Ассоциацией поэтов. В настоящее время Бланко живёт в Нью-Йорке, где работает переводчиком и практикует даосское искусство.

## Творчество
- Так, когда дождь. Леон, Никарагуа: Издательство Хоспис, 1974
- Керамическое солнце. Леон, Никарагуа: издательство Унан, 1977
- Пенкео в Никарагуа. Манагуа, Никарагуа: Издательство Союз, 1981
- Покои. Каракас, Венесуэла: PEN Club Венесуэлы, 1985
- От городского и Священного. Манагуа, Никарагуа: ANIDE Editions, 2005

Основными темами поэзии Йоландо Бланко, которые она раскрывает в своих стихотворениях, является: воссоединение с природой (сравнение человека с природными явлениями — дождем, летом, насекомыми), описание ритуалов коренных народов и преобладающая тема её произведений — борьба за справедливость и равноправие в обществе. Последняя тематика стала актуальна в её произведениях, в связи с народным восстанием против диктатуры Анастасио Сомосы. С огромной эмоциональной силой поэт изображает героизм и мужество коренного населения района Монимбо, который возглавлял Авангард в войне против Сеятеля Цветов зла.
Во Франции в 1976 году поэтесса написала книгу, в состав которой вошло стихотворение Молитва. Оно считается символическим произведением жанровой поэзии, поскольку одновременно затрагивает проблематику сексуального, политического, а также религиозного аспектов.
Бланко стоит в одном ряду с известными никарагуанскими поэтами: Рубеном Дарио, Саломоном Де Ла Сельва, Хосе Коронеля Уртечо и Эрнесто Карденалем.